# Lubna Olayan

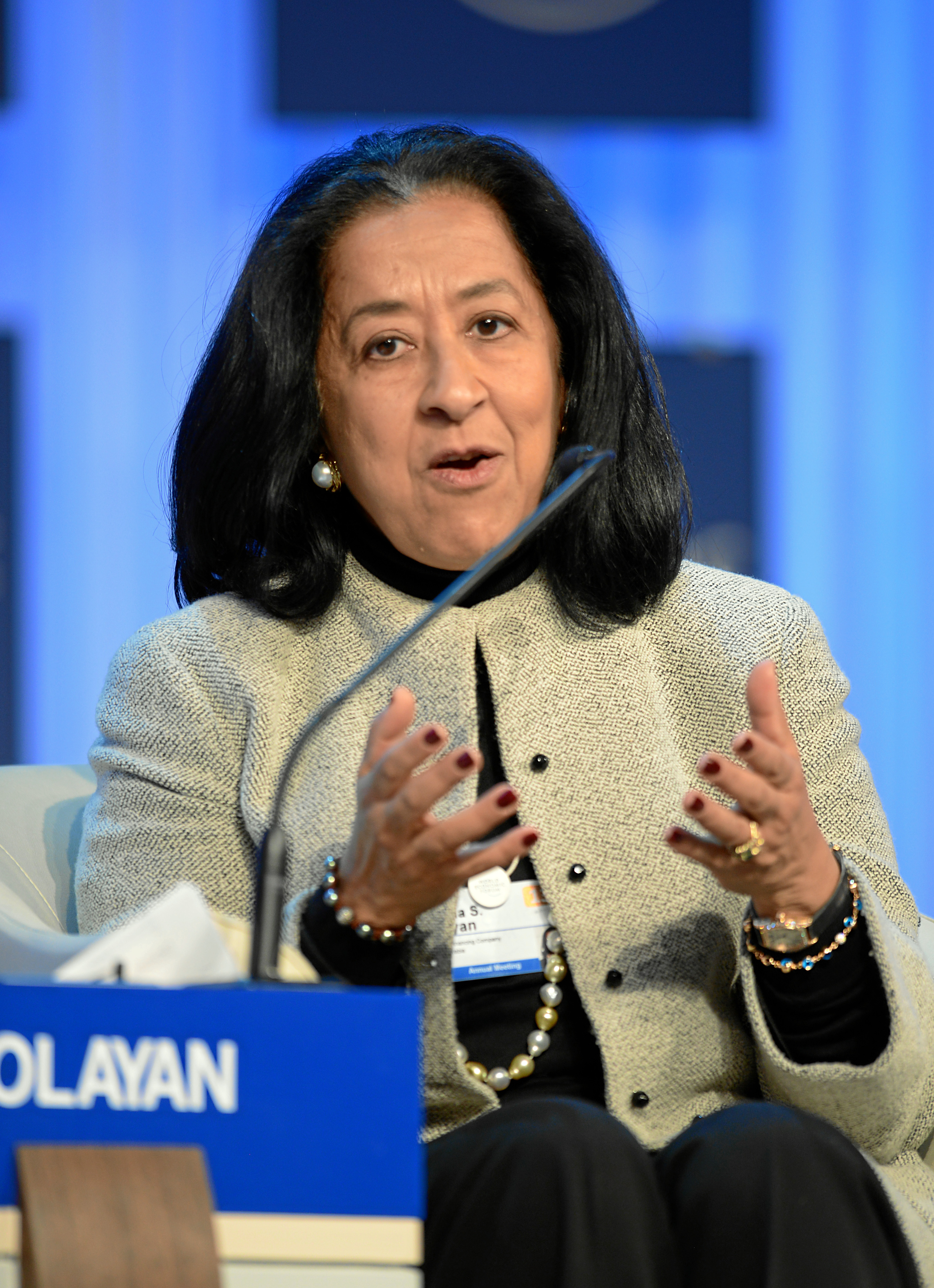
Olayan während des WEFs 2013

Lubna Suliman Olayan (* 4. August 1955) ist eine Geschäftsfrau aus Saudi-Arabien. Sie wurde 2005 als eine der 100 einflussreichsten Frauen der Welt im Time Magazine gelistet, außerdem erzielte sie 2005 und 2006 jeweils Rang 97 in den Top 100 der Forbes-Liste. 2004 war Olayan die erste Frau in der saudischen Geschichte, die als Hauptrednerin auf einer großen Konferenz im Jeddah Economic Forum auftrat.

## Persönliches
Lubna Olayan ist die Tochter von Suliman Olayan und Maryam bint Jassim Al Abdulwahab. Sie ist mit dem international tätigen Anwalt John Xefos, Partner bei Baker & McKenzie, verheiratet und lebt mit ihm und ihren drei Töchtern in Riad. Spekulationen besagen, dass die Familie Olayan ein privates Vermögen von mehr als 10 Mrd. US-$ besitzt.

## Beruflicher Hintergrund
Lubna Olayan ist CEO der Olayan Financing Company (OFC), die als Holding für die Aktivitäten der Unternehmensgruppe Olayan im Königreich Saudi-Arabien und im Mittleren Osten dient. Die Gruppe wurde 1947 von ihrem Vater Sulaiman S. Olayan gegründet und ist ein familiengeführtes, multinationales Unternehmen in den Branchen Distribution, Herstellung, Services und Investments. Die OFC unterhält über 40 Tochtergesellschaften oder ist an ihnen aktiv beteiligt, häufig in Partnerschaft mit führenden multinationalen Konzernen. OFC ist darüber hinaus einer der größten Investoren an der saudischen Börse. Olayan ist zusammen mit ihrem Bruder Khaled und ihren Schwestern Hayat und Hutham Mitglied des Vorstands der Olayan Gruppe. Zuvor war sie von 1979 bis 1981 als Finanzanalystin bei Morgan Guaranty in New York City tätig.
Im Dezember 2004 wurde sie in den Vorstand der Saudi Hollandi Bank gewählt und im Februar 2005 zum Non-Executive director von WPP ernannt. Seit September 2006 ist sie Mitglied des Aufsichtsrats bei Rolls-Royce und seit April 2007 ebenfalls der Citigroup. Von 1996 bis 2004 gehörte sie dem Vorstand der Chelsfield plc an, einem britischen Bauträger.
Lubna Olayan ist seit November 2005 Mitglied im International Business Council des Weltwirtschaftsforums, ebenso seit Dezember 2005 im Aufsichtsrat des Council on Foreign Relations. Im Dezember 2005 wurde sie in den Vorstand von INSEAD berufen, wo sie bereits seit März 1997 Mitglied des internationalen Rates war. Sie war bis 2009 im Beirat der Effat University, einer privaten und gemeinnützigen Mädchenschule in Dschidda, tätig und wurde im April 2007 in das Kuratorium der Cornell University gewählt.
Sie ist Vorsitzende von Alfanar, der ersten Venture-Philanthropie-Organisation mit Fokus auf die Arabische Region, die 2004 von Tarek Ben Halim gegründet wurde. Darüber hinaus ist sie seit 2002 Mitglied des Kuratoriums der Arab Thought Foundation, einem in Beirut ansässigen Think Tank mit Fokus auf die Arabische Region. Sie wurde 2005 in den Vorstand der gemeinnützigen Down Syndrome Charitable Association in Riad gewählt und ist Mitglied im Kuratorium der König-Abdullah-Universität für Wissenschaft und Technologie.